# دهستان شوقان
دهستان شوقان نام دهستانی در بخش جلگه شوقان شهرستان جاجرم، استان خراسان شمالی در ایران است. براساس سرشماری مرکز آمار ایران در سال ۱۳۸۵، جمعیت آن ۲۵۳۸ نفر (۷۲۵ خانوار) بوده‌است.